# Bowersville (Ohio)
Bowersville és una vila dels Estats Units a l'estat d'Ohio. Segons el cens del 2000 tenia 290 habitants.

## Demografia
Segons el cens del 2000, Bowersville tenia 290 habitants, 111 habitatges, i 85 famílies. La densitat de població era de 799,8 habitants/km².
Dels 111 habitatges en un 36% hi vivien nens de menys de 18 anys, en un 61,3% hi vivien parelles casades, en un 12,6% dones solteres, i en un 23,4% no eren unitats familiars. En el 20,7% dels habitatges hi vivien persones soles el 9,9% de les quals corresponia a persones de 65 anys o més que vivien soles. El nombre mitjà de persones vivint en cada habitatge era de 2,61 i el nombre mitjà de persones que vivien en cada família era de 3,01.
Per edats la població es repartia de la següent manera: un 24,5% tenia menys de 18 anys, un 10,7% entre 18 i 24, un 29,7% entre 25 i 44, un 22,8% de 45 a 60 i un 12,4% 65 anys o més.
L'edat mediana era de 38 anys. Per cada 100 dones de 18 o més anys hi havia 102,8 homes.
La renda mediana per habitatge era de 36.406 $ i la renda mediana per família de 38.846 $. Els homes tenien una renda mediana de 31.250 $ mentre que les dones 25.625 $. La renda per capita de la població era de 14.132 $. Cap de les famílies i el 2,2% de la població estaven per davall del llindar de pobresa.

## Poblacions properes
El següent diagrama mostra les poblacions més properes.